# Projet d'établissement
 (août 2016).
Le projet d’établissement, est, en droit français, un dispositif destiné à prévenir et lutter contre la maltraitance des personnes accueillies ou accompagnées dans les établissements et services sociaux et médico-sociaux (ESSMS). L’élaboration de ce document constitue une obligation légale selon l’article L. 311-8 du Code de l’action sociale et des familles (CASF). Il relève du respect du droit des usagers.

## Contenu

### En général
Ce document, établi pour une durée maximale de cinq ans après consultation des usagers selon la forme retenue (conseil de la vie sociale ou autre forme de participation), doit avoir le contenu suivant 
- les objectifs de l’établissement ou du service, notamment en matière de coordination, de coopération et d'évaluation des activités et de la qualité des prestations ;
- les modalités d'organisation et de fonctionnement de l’établissement ou du service ;
- le cas échéant, l’identification des services de l'établissement ou du service social ou médico-social au sein desquels sont dispensés des soins palliatifs. Dans ce cas, sont précisées les mesures qui doivent être prises en application des dispositions des conventions pluriannuelles visées à l'article L. 313-12.

Des précisions sont apportées par l’article D. 311-38 du CASF : lorsqu'un projet général de soins est prévu, le projet d’établissement définit l'ensemble des mesures propres à assurer les soins palliatifs que l'état des personnes accueillies requiert, y compris les plans de formation spécifique des personnels. Il comporte les actions de coopération nécessaires à la réalisation du volet relatif aux soins palliatifs, le cas échéant dans le cadre des réseaux sociaux ou médico-sociaux. La démarche de soins palliatifs du projet d'établissement ou de service est élaborée par le directeur de l'établissement et le médecin coordinateur ou le médecin de l'établissement en concertation avec les professionnels intervenant dans l'établissement.

### Dispositions spécifiques à certaines activités
À ces obligations générales s’ajoutent des spécificités en fonction de la nature, de la catégorie et des activités des ESSMS : 
- s’il n’existe pas de conseil de la vie sociale (CVS) mais que sont mises en œuvre des enquêtes de satisfaction, alors lesdites enquêtes doivent notamment avoir pour objet de recueillir le point de vue des personnes sur la mise en œuvre du projet d’établissement  ;
- le processus d’adoption du projet d’établissement dans les ESSMS publics relève de dispositions spécifiques selon lesquelles le directeur soumet le projet de document au comité technique d’établissement puis au conseil d’administration  ;
- dans les ESSMS publics non personnalisés, les modalités d’individualisation fonctionnelle et budgétaire de l’établissement doivent être décrites dans le projet d’établissement  ;
- en présence d’un contrat pluriannuel d'objectifs et de moyens (CPOM), ledit contrat peut avoir pour objet la mise en œuvre du projet d’établissement  ;
- dans les EHPAD, le projet d’établissement comprend impérativement le projet général de soins, lequel est élaboré par l’équipe soignante sous l’impulsion technique du médecin coordonnateur et sous l’autorité du directeur.  Par ailleurs, si une activité de soins palliatifs est prévue, alors elle doit être également décrite comme partie intégrante du projet général de soins.  Enfin, le projet d’établissement doit énoncer l’organisation prévue en cas de crise sanitaire ou climatique  ;
- s’il existe des activités d’accueil de jour, alors le projet d’établissement doit les décrire  ;
- s’il existe des activités d’accueil temporaire, alors elles doivent être conformes aux caractéristiques de la population accueillie telle qu’elle est définie dans le projet d’établissement  ;
- lorsqu’un service d'éducation spéciale et de soins à domicile (SESSAD) pour enfants ou adolescents atteints de déficience intellectuelle intervient dans des établissements scolaires, alors son projet doit le prévoit expressément  ;
- lorsqu’un service d'éducation spéciale et de soins à domicile (SESSAD) pour enfants ou adolescents atteints de déficience motrice intervient dans des établissements scolaires, alors son projet doit le prévoit expressément  ;
- dans les établissements accueillant des enfants de moins de six ans, le projet d’établissement doit énoncer les modalités selon lesquelles ces établissements garantissent des places pour l'accueil d'enfants non scolarisés âgés de moins de six ans à la charge de personnes engagées dans un parcours d'insertion sociale et professionnelle et répondant aux conditions de ressources fixées par voie réglementaire, pour leur permettre de prendre un emploi, de créer une activité ou de participer aux actions d'accompagnement professionnel qui leur sont proposées  ;
- dans les établissements pour enfants et adolescents pourvus d’une unité d'enseignement (UE), le projet pédagogique constitue une composante du projet d’établissement  ;
- dans les ESSMS pour enfants et adolescents atteints de déficiences intellectuelles, la réalisation de transferts est subordonnée à leur prévision par le projet d’établissement  ;
- le contenu du projet d’établissement des instituts thérapeutiques, éducatifs et pédagogiques (ITEP) fait l’objet d’une définition règlementaire spécifique  ;
- le projet d’établissement des Foyer d'accueil médicalisé, Maison d'accueil spécialisée et SAMSAH doit comprendre des développements spécifiques sur certains aspects des interventions, pour garantir la qualité de l’accueil ou de l’accompagnement  ;
- le projet socio-éducatif des foyers de jeunes travailleurs (FJT) se définit au regard de la mission de ces foyers : favoriser l'accès à l'autonomie et au logement indépendant des jeunes logés. C’est pourquoi ce projet doit impérativement contenir la description de trois types d’actions : d’abord, des actions d'accueil, d'information et d'orientation en matière de logement ; ensuite, des actions dans les domaines de l'emploi, de l'exercice de la citoyenneté, de l'accès aux droits et à la culture, de la santé, de la formation et de la mobilité, du sport et des loisirs ; enfin, une restauration sur place ou à proximité, quand le logement proposé ou les locaux affectés à la vie collective ne permettent pas la préparation des repas ; toutefois, cette restauration peut être assurée par des organismes extérieurs dans le cadre de conventions conclues avec le gestionnaire du foyer.

## Utilité du projet d’établissement
De manière générale, le projet d’établissement constitue un document de référence fondamental dont les utilités sont multiples.
Elément important du dossier d’appel à projet  et du dossier de visite de conformité,  il constitue un repère essentiel pour la mise en œuvre de la stratégie budgétaire notamment en ce qu’il permet, le cas échéant, de faire échec aux démarches de convergence tarifaire qui repose sur une comparabilité des ESSMS par catégorie juridique.
Il est également un levier managérial fort puisqu’il donne sens à l’activité professionnelle, ce qui justifie que le directeur soit chargé de la conduite de sa conception et de sa mise en œuvre ; le non-respect ou le dénigrement du projet d’établissement par un professionnel peut d’ailleurs justifier le prononcé d’une sanction disciplinaire qui, selon les cas, peut aller jusqu’au licenciement.